# Madoce
Madoce là một chi bướm đêm thuộc họ Erebidae.